# چاه کبکان
چاه کبکان یکی از روستاهای نسبتاً بزرگ از توابع بخش اسیر در شهرستان مهر در استان فارس می‌باشد که در جنوب مرکز بخش و در مسیر اصلی جاده اسیر-عسلویه قرار دارد و کشاورزی و دامداری ورانندگی از جمله شغل غالب اهالی است.
روستای چاه کبگان روستای پایکوهی در استان فارس شهرستان مهر بخش اسیر واقع شده است. این روستا بیش از ۲۱۰۰نفر جمعیت دارد و دارای امکانات آموزشی شامل مهد کودک، مدرسه ابتدایی دخترانه و پسرانه و مدرسه راهنمایی دخترانه وپسرانه است.